# Уральський федеральний університет
Ура́льський федера́льний університе́т і́мені пе́ршого Президе́нта Росі́ї Б. М. Є́льцина — виш в Єкатеринбурзі, створений на базі Уральського державного технічного університету — УПІ імені першого Президента Росії Б. М. Єльцина і Уральського державного університету імені А. М. Горького за указом Президента РФ Д. А. Медведєва № 1172 від 21 жовтня 2009 р.
Уральський федеральний університет — найбільший ВНЗ Уралу, провідний науково-освітній центр регіону і один з найбільших вишів Російської Федерації. У ньому навчаються бл. 57000 студентів, в тому числі бл. 32000 студентів очної форми навчання (за цим показником УрФУ зіставимо тільки з МДУ і ЮФУ). Навчальний процес забезпечують близько 3500 викладачів, серед них понад 650 докторів наук і бл. 2100 кандидатів наук, понад 30 членів державних академій. Навчання здійснюється за 64 напрямами бакалаврату, 26 напрямами магістратури, 126 спеціальностями аспірантури та 42 спеціальностями докторантури. В університеті діють 30 дисертаційних рад.
Ректор — кандидат історичних наук Віктор Анатолійович Кокшаров, до цього виконував обов'язки голови уряду Свердловської області.
Президент університету — доктор технічних наук, професор, член-кореспондент РАН Станіслав Степанович Набойченко, колишній ректор УГТУ-УПІ.

## Історія створення

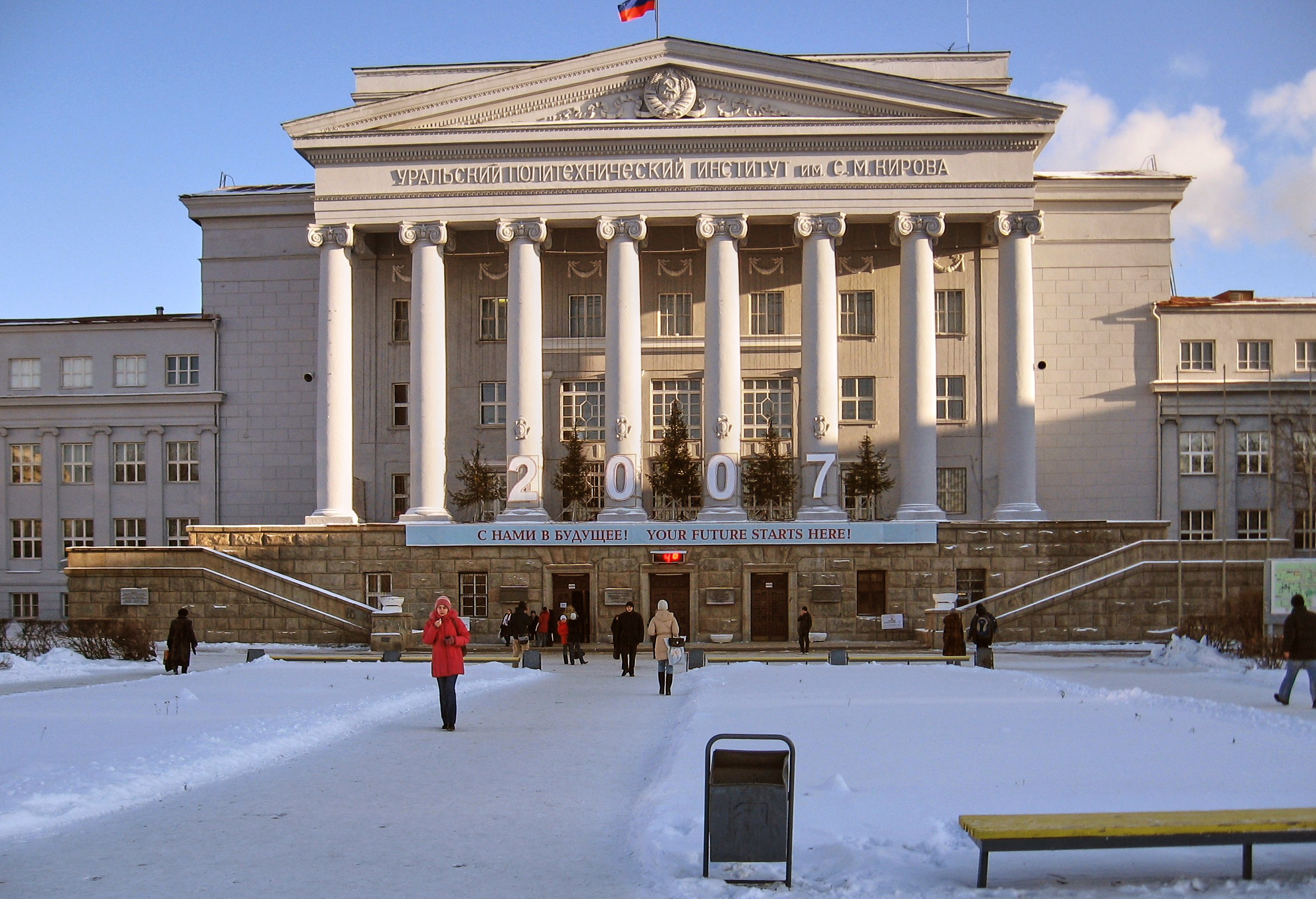
Головна будівля УГТУ-УПІ

Перший університет був заснований в місті Єкатеринбурзі декретом РНК РРФСР від 19 жовтня 1920 року. Спочатку в нього входили інститути: гірський, політехнічний, медичний, сільськогосподарський, педагогічний, суспільних наук, а також робочий факультет. Через брак викладачів у 1922 році поділ на інститути було ліквідовано, у складі університету залишилося 3 факультети: хіміко-металургійний (включав у себе також хімічна та інженерно-лісове відділення), гірський і медичний. У 1924 р. медичний факультет був переданий Пермському державному університету, а Уралуніверситет, який складався з решти 2 факультетів, був перейменований в Уральський політехнічний інститут, в якому в 1925 році був організований також лісопромисловий факультет.
У наступні роки в інституті були створені (або відновлені) факультети: геологорозвідувальний, рудничний, лісопромисловий, механічний. У 1929 році створено будівельний факультет, а хіміко-металургійний розділений на хімічний та металургійний факультети. У 1930 році в ході реформи вищої освіти (Постанова ЦВК СРСР і РНК СРСР від 23 липня 1930 р. «Про реорганізацію вузів, технікумів і робітфаків») УПІ був розділений на 10 інститутів (втузів).

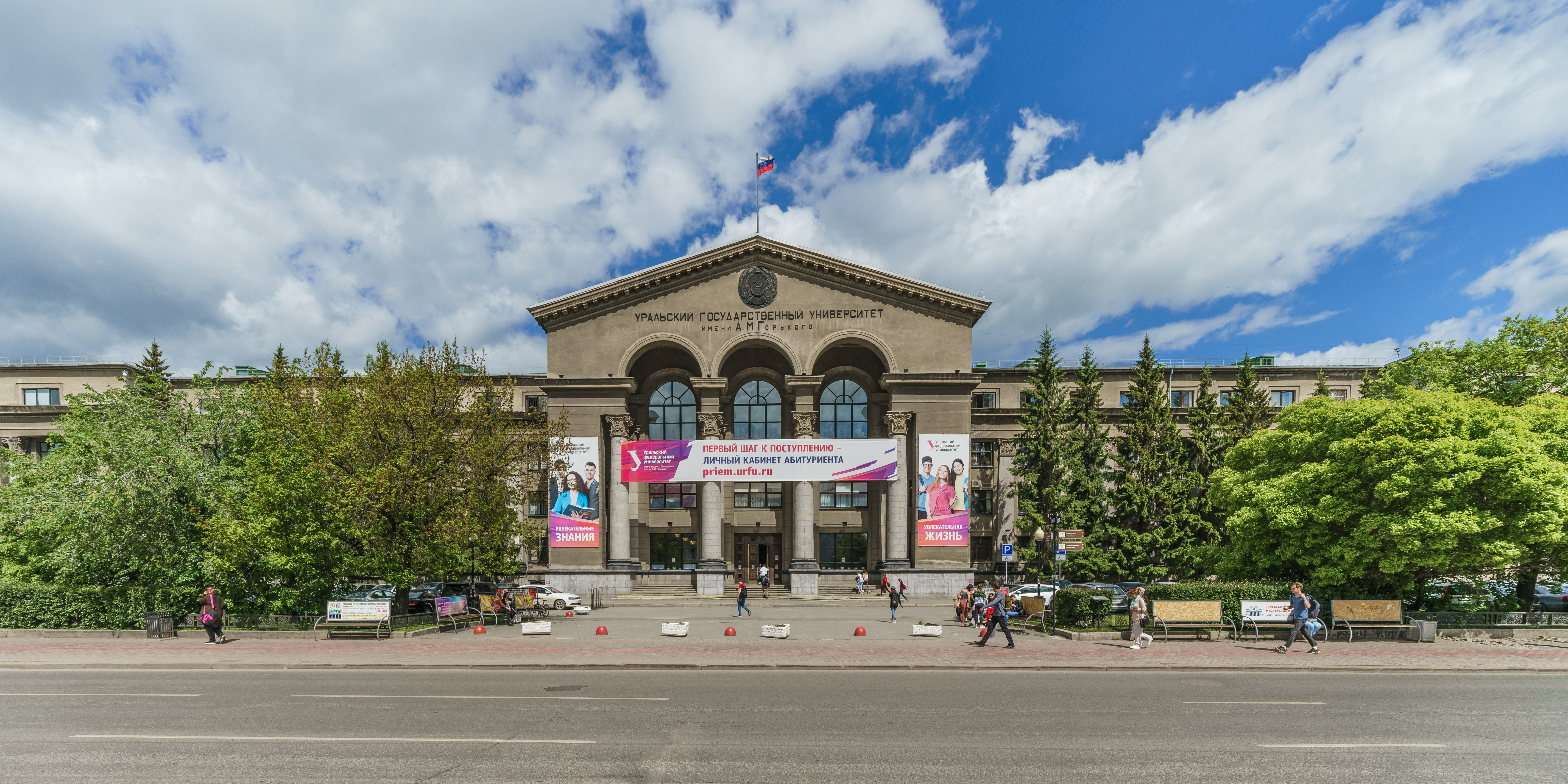
Головна будівля УрГУ ім. А. М. Горького

У 1931 році як самостійний виш був відновлений Свердловський державний університет (в 1936 році йому було присвоєно ім'я А. М. Горького, який брав активну участь в організації Уралуніверситета в 1920 році). 22 червня 1934 на базі 7 з 10 втузів був відтворений УПІ, тоді ж він став називатися Уральським індустріальним інститутом (УІІ) (в 1934 році інституту присвоєно ім'я С. М. Кірова).
Таким чином, починаючи з середини 1930-х років у Свердловську існувало два незалежних великих ВНЗ. У 1945 році Свердловський державний університет був перейменований в Уральський державний університет імені А. М. Горького. У свою чергу, в 1948 році Уральський індустріальний університет був знову перейменований в Уральський політехнічний інститут (УПІ). 24 грудня 1992 УПІ перетворений в Уральський державний технічний університет (УГТУ) (наказ Міністерства науки, вищої школи і технічної політики РФ від 24.12.92 р № 1133). 23 квітня 2008 Уральському державному технічному університету присвоєно ім'я його випускника Бориса Єльцина.

## Наглядова рада
Відповідно до Федерального закону від 03.11.2006 № 174-ФЗ «Про автономних установах», при УрФУ створена наглядова рада у складі:
- Білецький А. С., генеральний директор ВАТ "Корпорація" Урал промисловий - Урал полярний », кандидат економічних наук;
- Козіцин А. А., генеральний директор ТОВ «УГМК-Холдинг», доктор економічних наук;
- Міклушевський В. В., ректор Далекосхідного федерального університету, доктор технічних наук;
- Мішарін А. С., колишній губернатор Свердловської області (2009-2012), доктор технічних наук, кандидат економічних наук;
- Островський В. В., керівник територіального управління Федерального агентства з управління державним майном в Свердловській області;
- Пумпянський Д. А., президент Свердловського обласного Союзу промисловців і підприємців, доктор економічних наук, кандидат технічних наук;
- Россель Е. Е., член Ради Федерації Федеральних Зборів РФ, доктор економічних наук, кандидат технічних наук;
- Чарушин В. Н., голова Президії УрВ РАН, доктор хімічних наук, академік РАН;
- Чернецький А. М., член Ради Федерації Федеральних Зборів Російської Федерації, кандидат економічних наук;
- Юмашева Т. Б., директор благодійного Фонду першого Президента Росії Б. М. Єльцина;
- Язєв В. А., депутат Державної Думи Федеральних Зборів РФ, доктор економічних наук.

## Структура університету

### Інститути та факультети
- Вища школа економіки та менеджменту
- Інститут військово-технічної освіти та безпеки
- Інститут гуманітарних наук і мистецтв
- Інститут природних наук
- Інститут матеріалознавства та металургії
- Інститут математики та комп'ютерних наук
- Інститут радіоелектроніки та інформаційних технологій - РТФ
- Інститут соціальних та політичних наук
- Інститут державного управління та підприємництва
- Інститут фізичної культури, спорту та молодіжної політики
- Інститут фундаментальної освіти
- Механіко-машинобудівний інститут
- Будівельний інститут
- Уральський енергетичний інститут
- Фізико-технологічний інститут
- Хіміко-технологічний інститут
- Інститут додаткової освіти та професійної перепідготовки
- Інститут освітніх інформаційних технологій
- Факультет підвищення кваліфікації викладачів та професійної перепідготовки
- Факультет прискореного навчання

### Установи середнього повної загальної освіти
- Спеціалізований навчально-науковий центр УрФУ (СУНЦ УрГУ)
- Ліцей № 130 (Ліцей УГТУ-УПІ)

### Філії та представництва
- Нижньотагільський технологічний інститут
- Політехнічний інститут в м. Каменськ-Уральський

Також УрФУ має філії в наступних містах: Алапаевск, Верхня Салда, Ирбит, Краснотурьинск, Красноуральск, Невьянск, Новоуральськ, Ноябрьск, Первоуральск, Сєров, Среднеуральскій, Чусовій.
Представництва розташовані в містах: Артемівський, Азбест, Богданович, Верхня Пишма, верхотуру, Івдель, Каракол, Качканар, Кировград, Костанай, Красноуфимськ, Кушва, Лісовий, Лисьва, Мідногорськ, Новокузнецьк, Озерськ, Польовськой, Ревда, Сухий Лог, Сухумі, Сисерть.

## Наукові дослідження
В УрФУ працюють висококваліфіковані колективи вчених, серед них понад 650 докторів наук та близько 2100 кандидатів наук, 30 членів державних академій. Науково-дослідна робота ведеться, крім кафедр, у двох науково-дослідних інститутах: інститут фізики і прикладної математики та інститут російської культури. У складі університету: астрономічна обсерваторія, ботанічний сад, біостанція, кілька десятків галузевих та вишівсько-академічних лабораторій, а також дві зональні бібліотеки, загальний бібліотечний фонд яких становить близько 3200000 одиниць зберігання.
Фундаментальні та прикладні дослідження ведуться по найважливіших напрямках науки і техніки. Урфу - учасник п'яти Федеральних цільових програм (ФЦП) зокрема «Розвиток інфраструктури наноіндустрії Російської федерації на 2008—2012 роки», «Дослідження і розробки за пріоритетними напрямами розвитку науково-технологічного комплексу Росії на 2007-2012 роки», «Наукові та науково- педагогічні кадри інноваційної Росії "на 2009-2013 рр.. та ін Наукові дослідження проводяться за рахунок коштів державного бюджету, виділених на виконання фундаментальних і пошукових досліджень з найважливіших напрямках науки і техніки, державних і відомчих науково-технічних програм, конкурсів грантів, за рахунок коштів галузевих міністерств, відомств, об'єднань, а також підприємств і організацій - на договірній основі.
Основні напрями наукових досліджень, результати яких отримали широке визнання:
- Фізика та астрономія: фізика конденсованого стану речовини; фізика магнітних матеріалів; оптика і лазерна фізика; радіофізика, електроніка, акустика; квантова теорія твердого тіла; спектроскопія активованих кристалів; фундаментальні дослідження властивостей речовин і матеріалів в екстремальних умовах; фізика низькотемпературної і неідеальної плазми і її застосування в енергетиці та екологічно чистих технологіях; теоретична і експериментальна теплофізика, фізична газокінетіка і фізика поверхні; фізико-хімічна механіка гетерогенних і багатофазних середовищ; зоряна астрономія.
- Енергетика: розробка наукових основ енергетичної політики та механізмів її реалізації в умовах ринкової економіки; фундаментальні проблеми створення безпечної та екологічно чистої енергетики (включаючи ядерну і термоядерну енергетику), нетрадиційні процеси перетворення енергії; фундаментальні проблеми енергозбереження та ефективного використання палива.
- Металургія: розробка ресурсозберігаючих та екологічно безпечних процесів комплексної переробки рудної сировини та її відходів; створення нових металевих матеріалів із заданими властивостями.
- Зв'язок: інтегровані інформаційно-телекомунікаційні мережі і системи; математична теорія розпізнавання образів.
- Математика і механіка: теорія управління та диференціальних ігор; теорія алгебраїчних систем і її застосування до комп'ютерних систем; теорія функцій і операторів; фундаментальні проблеми побудови систем автоматичного проектування, математичні методи дослідження нелінійних керуючих систем і процесів; математичне моделювання в медицині.
- Хімія і матеріалознавство: теорія хімічного зв'язку; кінетика і механізми хімічних реакцій; хімія твердого тіла; хімія радіоактивних елементів; фізико-хімія полімерів; розвиток методів спрямованого синтезу складних органічних молекул з метою отримання фізіологічно активних речовин з виборчим дією; розвиток фундаментальних основ каталізу та створення високоефективних і селективних гетерогенних, гомогенних і ферментативних каталізаторів і каталітичних систем; створення хімічних джерел струму; створення конструкційної кераміки та силікатних матеріалів з достатньою пластичністю, в тому числі на основі оксидів, нітридів, карбідів, оксікарбонітрідов.
- Біологія: популяційна і еволюційна екологія; екологія тварин; екологічне прогнозування та експертиза; фізіологія рослин і вивчення проблем фотосинтезу; промислова ботаніка; орнітологія.
- Філософія і соціологія: історія філософії; філософська антропологія, теорія пізнання; естетика; соціальна філософія; соціологія особистості.
- Історія та етнографія: джерелознавство, археологія та соціальна історія Візантії; уральська та сибірська археологія та етнографія; сибірська і уральська археографія; соціальна історія Уралу і Сибіру; теорія та історія міжнародних відносин.
- Філологія: ономастика, діалектна лексикологія і лексикографія; лексична семантика; лінгвокультурології та стилістика; фольклористика; література Уралу і Сибіру; російська класична і сучасна література; літературна стилістика, теорія та історія журналістики.
- Економіка: регіональна економіка; конкуренція та інституційні аспекти економічного зростання; закордонні інвестиції і міжнародний трансферт технології; корпоративне управління; економічна історія та історія економічної думки; математичні методи економіки.

УрФУ здійснює підготовку наукових кадрів вищої кваліфікації в рамках післявишівської освіти через стажерства, очну та заочну аспірантуру, соіскательства і докторантуру за більш ніж 100 спеціальностями ВАК. В Урфу діють 30 дисертаційних рад з фізико-математичним, хімічним, технічним, економічним, політичним, соціологічним, філософським, психологічним, філологічним, історичним наукам, з культурології та мистецтвознавства